# Шперлинг, Григорий Александрович
Григорий Озиясович Шперлинг (псевдоним — Григорий Александрович Авлов) (13 (25) ноября 1885 — 6 февраля 1960, Ленинград, СССР) — советский театральный деятель, режиссёр, критик и педагог, Заслуженный артист РСФСР (24 января 1941).

## Биография
Первые детские и гимназические опыты театрального исполнительства Григория Александровича Авлова протекали вместе с друзьями детства — А. Г. Крамовым и А. Я. Таировым, с которыми он рос с 6-тилетнего возраста и вместе учился в гимназии и университете. С 1903 по 1906 годы учился на экономическом от делении Санкт-Петербургского политехнического института (ЦГИА СПб, ф. 478, оп. 3, д. 7604). После третьего курса перевёлся на юридический факультет университета.

Из автобиографии Г. А. Авлова:
...тяга моя к театру обусловлена была, вероятно, в частности тем, что отец мой был не только врачом, руководившим больницей, но в течение своей долгой жизни был театральным врачом и, поэтому, я находился в театральном окружении уже с детства. Мать моя была прекрасной певицей (окончила Консерваторию) и я рос в атмосфере музыки Чайковского и Глинки, Моцарта и Бетховена. В нашем доме бывали знаменитый Мариус Петипа, создатель первого образа Германа в "Пиковой даме" — Медведев и др.
Окончил Петербургский университет, получив юридическое образование. В 1908—1913 годах был актёром в «Первом Передвижном драматическом театре» (основанном в 1905 году П. П. Гайдебуровым и Н. Ф. Скарской), где его сотоварищем был А. Я. Таиров. 11 сентября 1912 года в газете «Правда» в рецензии на «Псковитянку» было отмечено: 

…особенной продуманностью отличалась игра г-на Авлова, который дал почти художественное изображение Грозного-царя
В 1913 году был одним из учредителей театра «Наш театр» в Ленинграде; вместе с В. Вольфом и И. Терентьевым был одним из инициаторов создания Красного театра в Ленинграде (1924); работал (1921) в Героическом театре в Харькове, когда туда приезжал Маяковский смотреть постановку своей пьесы «Мистерия-буфф».
В Техникуме сценических искусств его учениками были Г. М. Полячек, В. В. Леонов.
В дневниках (недоступная ссылка) Е. Шварца отмечено, что Г. А. Авлов попал под суд, но дело было пересмотрено стараниями Д. Д. Шостаковича.
Заслуженный артист РСФСР (1941)
До войны и во время блокады Ленинграда жил на Миллионной улице, д. 23.
В 1942—1944 годах Г. А. Авлов работал в Боровичах; областное управление по делам искусств в начале 1942 года организовало выезд областных театров за пределы блокадного кольца, в районы, только что освобожденные или не бывшие занятыми врагом. Здесь он выступал по радио, в печати; был удостоен медалью «За оборону Ленинграда».
С 1956 года — заведующий кафедрой искусствоведения и художественной самодеятельности Ленинградской высшей школы профдвижения ВЦСПС.
Автор книг и статей по театру. Он всегда отстаивал мысль о недопустимости деления искусства на «самодеятельное» и профессиональное", то есть такие названия могли относиться к коллективам, но не к самому искусству. Он считал, что как самодеятельный спектакль должен стать фактом искусства, так и профессиональный, может не оказаться таковым.
Дочь — Татьяна Григорьевна Авлова-Шперлинг (1937—2022), преподаватель русского языка и литературы, автор учебников и методических пособий.
Родная сестра — Лидия Лесная (Лидия Озиясовна Шперлинг) (1889—1972), поэтесса, прозаик, драматург, критик. 

## Сочинения
- Как поставить спектакль в деревне, М.-Л., 1926;
- Л. Н. Толстой и театр // РиТ. 1928. № 37. С. 2-5;
- Клубный самодеятельный театр, Л.-М., 1930;
- Театральные агит-проп-бригады в клубе, М.-Л.,1931;
- "Игры в клубе. Тренировочные развлечения в драмкружке.

В соавторстве с Б. Андреевым Г. А. Авлов написал «Настольную книгу затейника» и брошюру «Подготовка затейников-организаторов»
Он автор Воспоминаний о И. И. Аркадине — Недорисованный портрет: Главы из Воспоминаний // История Петербурга. — 2010. — № 6. — С. 57—62.